# 渋沢秀雄賞
渋沢秀雄賞（しぶさわひでおしょう）は、渋沢秀雄を記念して作られた日本の文学賞。
日本随筆家協会が、短篇随筆を対象とする新人賞として策定した。結果は『月刊ずいひつ』に掲載された。

## 受賞作
- 第1回（1976）岩本松平「さるすべり」、飯田浅子「ヤマツバキ」
- 第2回（1977）大出京子（月江京子）[1]「晩翠橋を渡って」
- 第3回（1978）葛山朝三「千丈岳とスーパー林道」、市川廉「勘違い」
- 第4回（1979）横山昭作「針と糸」、茂見義勝「四人の兵士」
- 第5回（1980）中道操「母のことば」
- 第6回（1981）石川起観雄「寝惚け始末記」
- 第7回（1982）池田作之助「蛸」、松岡喬「定年考」